# Benavides
Benavides – gmina w Hiszpanii, w prowincji León, w Kastylii i León, o powierzchni 74,07 km². W 2011 roku gmina liczyła 2740 mieszkańców.